# レイ・ミュラー
レイ・ミュラー（Ray Müller、1948年 - ）は、ドイツの映画監督、脚本家、映画プロデューサー、著作家。

## 経歴
ミュラーは、英語学、ロマンス語学、映画学をミュンヘン、ロンドン、モンペリエ、パリで学んだ。彼は、修士号 (MA) を取得している。1970年代半ばから、ドキュメンタリー映画の監督、プロデューサーとして国際的に活動し、バイエルン放送協会、アルテ、西部ドイツ放送協会、第2ドイツテレビ (ZDF) などのために作品を制作した。
1993年、彼は上下2巻、のべ3時間近い長さとなった、映画監督で写真家のレニ・リーフェンシュタールについてのドキュメンタリー映画『レニ』を監督制作し、この作品で 国際エミー賞を獲得した。
彼はまた、アイリン・アシュレー (Aylin Ashley) という筆名で、エロティック小説『Y – Im Labyrinth der Sinne』も書いている。

## フィルモグラフィ
- 1992年 - Der unsichtbare Freund（テレビ）
- 1993年 - Die Macht der Bilder: Leni Riefenstahl（レニ、英語: The Wonderful Horrible Life of Leni Riefenstahl：ドキュメンタリー映画）[2]
- 1999年 - Notlandung in der Krokodilsbucht（テレビ）
- 2003年 - Leni Riefenstahl: Ihr Traum von Afrika（アフリカへの想い：ドキュメンタリー映画）[3]
- 2010年 - Love, Janis（ドキュメンタリー映画）

## 著書
- Ein Traum von Afrika（小説）
- Tote Hose（小説）

## 受賞
- 1993年 -  国際エミー賞『レニ』
- 1994年 -  シアトル国際映画祭（英語版）ゴールデン・スペース・ニードル賞 (the Golden Space Needle Award) 『レニ』
- 1995年 - 全米映画批評家協会が選ぶ全米映画批評家協会賞の最優秀ドキュメンタリー映画部門において2位『レニ』